# Bán đảo Zamboanga
Bán đảo Zamboanga hay Miền Tây Mindanao là một vùng của Philippines. Đúng như tên gọi, Vùng nằm trên một bán đảo và nằm ở phía tây của hòn đảo Mindanao. Vùng được chỉ định là Vũng IX và gồm có 3 tỉnh là Zamboanga del Norte, Zamboanga del Sur, Zamboanga Sibugay, thành phố đô thị hóa caoZamboanga, Thành phố Isabela (Thủ phủ của tỉnh Basilan, thuộc vùng ARMN) Trung tâm của Vùng là thành phố Pagadian. Tỉnh được gọi là Miền Tây Mindanao từ năm 2001 trở về trước.

## Lịch sử
Sau khi Hoa Kỳ thông tính Đông Ấn Tây Ban Nha năm 1898, Zamboanga đã độc lập trong một thời gian ngắn dưới cái tên Cộng hòa Zamboanga. Sau đó, Vùng trở thành một phần của tỉnh Moro, tỉnh bao gồm phần trung tâm và phía tây của đảo Mindanao và Quần đảo Sulu. Tỉnh này sau đó được đổi tên thành Ban Mindâno và Sulu vào năm 1916 và Zamboanga trở thành một tỉnh riêng. Năm 1942, Hải quân Đế quốc Nhật Bản xâm chiếm Bán đảo Zamboanga, bán đảo được giải phóng năm 1945 bởi Liên quân Hoa Kỳ va Thịnh vượng chung Philippines. Năm 1952, tỉnh bị chia tách thành 2 tinh là Zamboanga del Norte và Zamboanga del Sur, trong khi Zamboanga trở thành một thành phố độc lập. Năm 2004, Zamboanga Sibugay tách khỏi Zamboanga del Sur và trở thành một tỉnh riêng. Cùng năm đó, tỉnh Basilan đã lựa chọn nhập vào Vùng tự trị Hồi giáo Mindanao. Tuy nhiên, cư dân ở thủ phủ Isabela có đa số không theo Hồi giáo và không muốn nhập vào Vùng tự trị này. Hiện thành phố vẫn là một phần của Vùng Bán đảo Zamboanga theo Sắc lện Số 36. Năm 2004, Pagadian trở thành Trung tâm Vùng, bất chấp sự chống đối từ Thành phố Zamboanga, trung tâm Vùng cũ.

## Hành chính

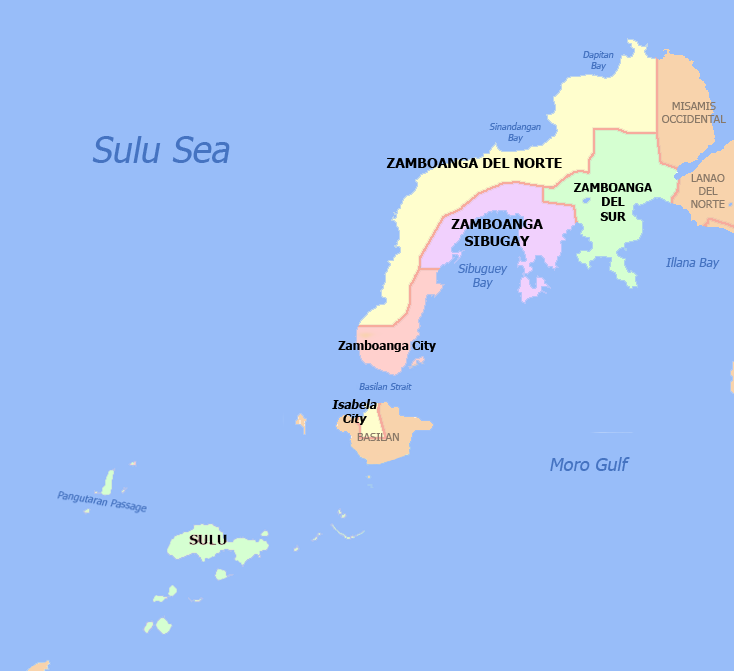
Bản đồ Hành chính Bán đảo Zamboanga

| Tỉnh/Thành phố      | Thủ phủ  | Dân số (2007) | Diện tích (km²) | Mật độ (trên km²) |
| ------------------- | -------- | ------------- | --------------- | ----------------- |
| Zamboanga del Norte | Dipolog  | 907.238       | 7.301,0         | 137,0             |
| Zamboanga del Sur   | Pagadian | 914.278       | 4.499,5         | 262,6             |
| Zamboanga Sibugay   | Ipil     | 546.186       | 3.607,8         | 176,8             |
|                     |          |               |                 |                   |
| Thành phố Zamboanga |          | 774.407       | 1.483,4         | 522,0             |
| Thành phố Isabela¹  | —        | 87.985        | 140,7           | 625,3             |

### Thành phố hợp thành
- Dapitan, Zamboanga del Norte
- Dipolog, Zamboanga del Norte
- Thành phố Isabela¹, Basilan
- Pagadian, Zamboanga del Sur

¹ Thành phố Isabela là một thành phố cấu thành và là thủ phủ của tỉnh Basilan. Thành phố Isabela vẫn thuộc quyền quản lý của tỉnh. Nhưng về hành chính vùng, thành phố thuộc vùng Bán đảo Zamboanga mặc dù phần còn lại của tỉnh thuộc Vùng tự trị Hồi giáo Mindanao.